# Venus (타키 앤 츠바사의 노래)
Venus(비너스)는 일본의 아이돌 그룹인 타키 앤 츠바사의 6번째 싱글이다. 일본을 포함하여 한국, 중국, 홍콩, 타이, 대만에 동시 발매되었다.

## 개요
- 대한민국에 정식 발매된 타키 앤 츠바사의 첫 싱글이다.
- 일본과 같은 18일에 통상반과 DVD 버전이 발매되었고, 일주일 후인 25일에 국내 특별반(일본 초회 한정반과 내용 같음, 핸드폰 줄이 들어있다.)이 발매되었다.

## 수록곡

### 통상반
- 보너스 트랙이 수록돼 있다.

1. Venus
2. 君の名を呼びたい (너의 이름을 부르고싶어) - 타키자와 히데아키 솔로곡
3. Neverever - 이마이 츠바사 솔로곡
4. Venus (Korean Version)
5. Venus (Chinese Version)
6. Venus (Thai Version)
7. Venus (Karaoke)
8. 仮面 (06 Remix) - 보너스 트랙

### DVD 버전
- DVD에는 Venus의 안무가 수록되어있다.

1. Venus
2. 君の名を呼びたい
3. Neverever
4. Venus (Korean Version)
5. Venus (Chinese Version)
6. Venus (Thai Version)
7. Venus (Karaoke)

### 국내 특별반
1. Venus
2. 君の名を呼びたい
3. Neverever
4. Venus (Korean Version)
5. Venus (Chinese Version)
6. Venus (Thai Version)
7. Venus (Karaoke)